# Rollausleger

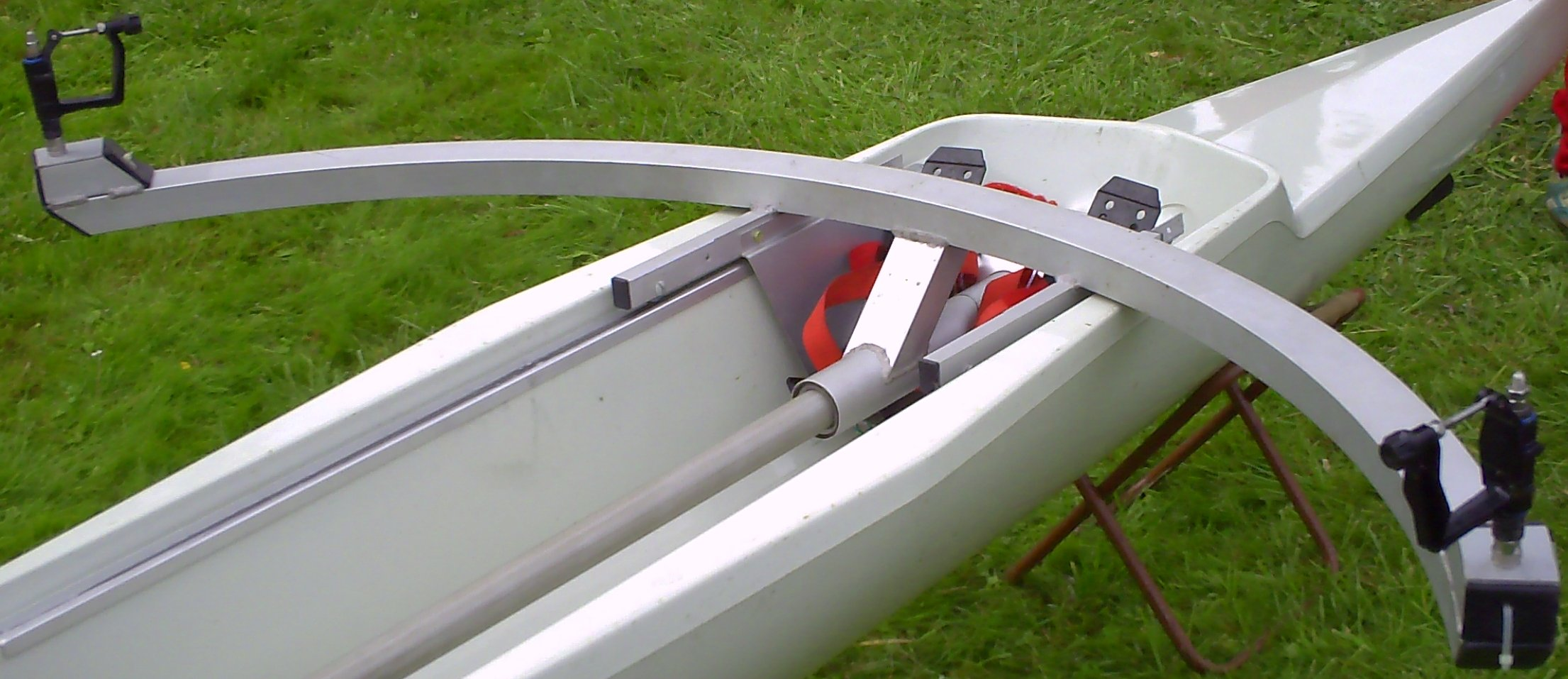
Rollausleger des Pohlus-Einers

Als Rollausleger wird die Umsetzung des Konzeptes eines beweglichen Auslegers in Kombination mit einem starren Sitz in einem Sportruderboot bezeichnet. Mit dieser Konstruktion kann der Ruderer den Ruderschlag durch den Einsatz seiner Beine verlängern, indem er den Ausleger entlang der Längsachse des Ruderbootes bewegt.
In konventionellen Ruderbooten ist die Situation gerade umgekehrt: der Ausleger und das Stemmbrett sind fest mit dem Bootskörper verbunden, während der Rollsitz die Verlängerung des Ruderschlages ermöglicht. Das konventionelle Auslegerkonzept ist bautechnisch einfacher umzusetzen, führt aber durch die Verschiebung des Oberkörpers im Boot zum Stampfen des Rumpfes und damit zu niedrigeren Bootsgeschwindigkeiten.
Ein Beispiel für ein Boot mit Rollausleger ist das Pohlus-Boot und die Boote von Volans.

## Vorteile des Rollauslegers
- Die Einstellung des Ruderplatzes auf die Größe des Ruderers kann (meist) entfallen.
- Der Ruderer sitzt im Boot immer in der gleichen Position auf dem starren Sitz. Es findet fast keine Verschiebung des Schwerpunktes entlang der Längsachse des Bootes statt. Dadurch entfällt das „Stampfen“ des Bootes, so dass es insgesamt ruhiger läuft.

## Nachteile des Rollauslegers
- Der Einsatz eines Rollauslegerbootes ist per Reglement bei Ruderregatten seit 1984 verboten.

## Geschichte
Das Prinzip des beweglichen Auslegers für Ruderboote wurde durch den englischen Ingenieur James Pacher erfunden und am 11. Dezember 1883 in London beim „Empire’s Patent Office“ angemeldet. Obwohl die Idee theoretisch funktionierte, konnte sie zur damaligen Zeit aufgrund der verfügbaren Materialien nicht umgesetzt werden. Die entscheidende Schwierigkeit bei der Konstruktion eines Rollauslegerbootes besteht darin, einen durchgängigen Fußraum zu schaffen, durch den das am Rollausleger befestigte Stemmbrett bewegt werden kann. Der Fußraum darf daher nicht durch Spanten zur Verstärkung des Bootsrumpfes durchbrochen werden. Eine Bootskonstruktion ohne Spanten war aber lange Zeit nicht ohne gravierende Einbußen beim Bootsgewicht oder Stabilität des Bootsrumpfes möglich. Die Mechanik des Rollauslegers ist komplizierter und schwerer als die des Rollsitzes.
Der deutsche Industrielle Georg von Opel baute 1946 ein Ruderboot mit Rollausleger und gewann damit ein Schaurennen in Offenbach. 1948 gewann er die Deutsche Frühlingsregatta gegen den Top-Skuller Messerschmidt. Dennoch erachtete von Opel das Boot und die Rollausleger-Konstruktion als zu schwer und beides verschwand in seinem Privatmuseum. Seit 1962 experimentierte Klaus Hinz in Zusammenarbeit mit der Bootswerft Gehrmann mit der Rollausleger-Konstruktion. Ihr Boot wurde vom legendären deutschen Rudertrainer Karl Adam und dem führenden Skuller Moritz von Groddeck getestet.
Wiederentdeckt wurde der Rollausleger durch Volker Nolte im Jahr 1980. Volker Nolte gewann 1981 beim Deutschen Meisterschaftsrudern in Essen die Bronzemedaille hinter Georg Agrikola und Peter-Michael Kolbe im Einer der Männer. Die Niederlage gegen Agrikola und der überraschende Erfolg von Nolte veranlasste Kolbe zum Testen des Rollauslegerbootes. Noch im gleichen Jahr wurde Kolbe in dem vom Bootsbauer Leo Wolloner für die Bootswerft Empacher konstruierten Rollauslegerboot Weltmeister. Gleichzeitig entstand mit dem neu entwickelten Boot eine weitere Innovation im Rudersport: der Flügelausleger.
Die Vorteile des Rollauslegers wurden schnell erkannt und auch wissenschaftlich nachgewiesen. Jedoch reagierte die FISA mit einem Verbot des Rollauslegers für internationale Meisterschaften ab dem 1. Januar 1984 und verlängerte die bis zum 31. Dezember 1983 befristete Erlaubnis für den Rollausleger im Einer nicht mehr. Als Begründung für das Verbot wurde angeführt, dass kleine nationale Ruderverbände nicht über die notwendigen finanziellen Mittel verfügten, ihren Bootspark mit den technisch innovativen Booten zu erneuern und so weiterhin international konkurrenzfähig zu sein.
In der Rudersaison 2003 erlebte der Rollausleger eine erneute Renaissance und öffentliche Beachtung, als bekannt wurde, dass Marcel Hacker ein Rollauslegerboot für Trainingszwecke einsetzt, um seine Ruderbewegungen weiter zu optimieren.